# Giro di Lombardia 1935
Il Giro di Lombardia 1935, trentunesima edizione della corsa, valido come nona e ultima prova del Campionato italiano 1935, si svolse il 20 ottobre 1935 su un percorso di 238 km con partenza e arrivo a Milano. Fu vinto dall'italiano Enrico Mollo, giunto al traguardo con il tempo di 7h22'16" alla media di 32,288 km/h precedendo per distacco i connazionali Aldo Bini e Gino Bartali. Conclusero la prova 32 dei 64 ciclisti al via.

## Percorso
Organizzata dalla Gazzetta dello Sport, la gara prese il via da Milano per dirigersi subito verso nord: nella prima fase si transitò da Inverigo, Erba (km 37), si costeggiò il Lago del Segrino fino a Valbrona e si discese a Onno fino a Bellagio (km 62) per attaccare le rampe del Ghisallo, prima asperità di giornata, via Guello e Civenna. Dopo la discesa verso Asso, la corsa si avviò in direzione est via Erba (km 88), Como e Ponte Chiasso (km 111), per affrontare la seconda salita, quella a San Fermo della Battaglia, e da qui dirigersi a Olgiate Comasco e Solbiate, e quindi sulla terza salita, quella di Viggiù. La discesa a Porto Ceresio (km 149) e il tratto lungolago fino a Ponte Tresa (km 160) portarono quindi la corsa sulle rampe del Marchirolo, quarta salita di giornata, cui seguirono la discesa a Grantola e la quinta e ultima salita, quella verso Brinzio; si continuò infine con la discesa a Varese (km 189) e il transito da Vedano Olona, Carbonate e Saronno (km 216) per rientrare nel capoluogo meneghino. Il traguardo finale fu posto all'Arena Civica.

## Ordine d'arrivo (Top 10)
| Pos. | Corridore          | Squadra | Tempo    |
| ---- | ------------------ | ------- | -------- |
| 1    | Enrico Mollo       | Gloria  | 7h22'16" |
| 2    | Aldo Bini          | Maino   | a 4'53"  |
| 3    | Gino Bartali       | Frejus  | s.t.     |
| 4    | Giuseppe Olmo      | Bianchi | a 2'25"  |
| 5    | Attilio Masarati   | Ganna   | s.t.     |
| 6    | Rinaldo Gerini     | Frejus  | s.t.     |
| 7    | Francesco Camusso  | Legnano | s.t.     |
| 8    | Isidoro Piubellini | Legnano | s.t.     |
| 9    | Mario Cipriani     | Frejus  | s.t.     |
| 10   | Pietro Rimoldi     | Bianchi | s.t.     |